# Alexandre Guilmant
Félix Alexandre Guilmant, född 12 mars 1837 i Boulogne-sur-Mer, död 29 mars 1911 i Meudon, var en fransk tonsättare och organist. Han skrev bland annat åtta orgelsonater, varav den femte är särskilt värd att omnämnas. 
Guilmant blev 1871 organist i kyrkan Sainte Trinité i Paris, visade sig vid konserter i Paris, Storbritannien, Italien och Ryssland som en av sin tids mest imponerande orgelmästare. Han var en av grundarna av Schola Cantorum, där han undervisade i orgel. Från 1906 var han även orgellärare vid konservatoriet. Guilmant verkade även som utgivare av äldre orgelmusik.
Hans två symfonier, i nr. 1 i d-moll respektive nr. 2 i A-dur, är i själva verket orgelsonaterna nr. 1 och 8, fast omarbetade för orgel och orkester.

## Verk i urval
- Orgelsonat nr. 1  d-moll,  op.42
- Orgelsonat nr. 2  D-dur
- Orgelsonat nr. 3  c-moll
- Orgelsonat nr. 4
- Orgelsonat nr. 5  c-moll
- Orgelsonat nr. 6  h-moll
- Orgelsonat nr. 7  F-dur
- Orgelsonat nr. 8  A-dur,  op.91